# Карл I (граф Фландрии)
Карл I Фландрский (Добрый) (фр. Charles I le Bon de Flandres , около 1084, Оденсе — 2 марта 1127, собор Святого Донатиана, Брюгге) — граф Фландрии с 1119 года, католический блаженный. Сын короля Дании Кнуда IV, и Аделы Фландрской, дочери Роберта I, графа Фландрии. Происходил из династии Свена Эстридсена.

## Биография

### Происхождение и ранняя жизнь
Его отец Кнуд IV Датский был убит в 1086 году, и мать Карла Адела Фландрская бежала во Фландрию, взяв его с собой. Карл вырос при дворе своего деда по матери графа Фландрии Роберта I и своего дяди Роберта II. В 1092 году Адела покинула Фландрию и повторно вышла замуж за герцога Апулии Рожера I.
Карл принял участие в Первом крестовом походе в 1096 году вместе со своим дядей Робертом II, который умер в 1111 году. Карл стал близким советником нового графа Бодуэна VII, сына Роберта II. К 1118 году Карл женился на наследнице графа Амьена Рено II, Маргарите де Клермон.

### Граф Фландрии
Бодуэн умер бездетным в 1119 году, поэтому главная ветвь Фландрского дома вымерла. Незадолго до своей смерти он сделал своим наследником Карла. Все знатные дворяне Фландрии и его мать Клеменса принесли присягу на верность преемнику Бодуэна. Незадолго до своей смерти Бодуэн стал монахом. Он умер по дороге в замок Вижнендал и был похоронен 19 июня в Сен-Бертине в Сент-Омере, в присутствии своего наследника Карла и других иностранных дворян.
Однако его права на Фландрию решительно оспаривалось матерью Бодуэна VII. Вдовствующая графиня Клеменса Бургундская, жена покойного графа Роберта II, являлась соперницей Карла. Она способствовала возведению на трон своего кандидата Вильгельма Ипрского, незаконнорождённого сына Филиппа де Лоо, брата Роберта II. Карл нанёс одно за другим поражения своим врагам, и Клеменсе пришлось отдать ему часть своих владений. Вильгельм Ипрский был взят в плен, что принесло получение некоторых земель и суммы денег.
Карл решительно расправился с остальными участниками конфликта: Бодуэн III, граф Эно вместе с Томасом де Марлем, сеньором де Куси, был наголову разгромлен Карлом в сражении; Готье, граф Хесдина лишился всех своих владений; Гуго II, граф Сен-Поля потерял крепость Сен-Поль; только Эсташ III, граф Булони не потерял свои земли.
После этих первых военных действий Карл стремительно завоевал репутацию добродетельного и щедрого по отношению к бедным человека, за что и получил прозвище «Добрый». Также он был очень набожным, но в то же время и духовно сильным человеком. Его репутация была такова, что ему предлагали стать императором или королём Иерусалима. Но Карл отклонил оба предложения, заявив, что для него предпочтительнее посвятить себя своим делам во Фландрии.
В 1123 году Карл присоединился к королю Франции Людовику VI, для войны с императором Священной Римской империи Генрихом V.
Карл взялся за проведение «Pax Dei» (Божьего мира). Обычай «Pax Dei» означал перемирие в сакральных пределах (в церквях, монастырях и на территории их владений), защиту священников, паломников, вдов и сирот, а также установление периодов мира, когда не дозволялось вступать в сражения. Нарушение Pax Dei, в особенности путём 4 видов преступлений с применением насилия, как-то: поджог, грабёж, убийство, изнасилование, каралось церковным и светским наказанием.

### Смерть
Зима 1126/1127 годов во Фландрии выдалась очень суровой, хлеба повымерзли. Повсюду воцарился голод, и Карл активно старался принять меры против него. Но в среду, 2 марта 1127 года он погиб насильственной смертью в церкви Сен-Донатьен в Брюгге, во время молитвы перед алтарём Девы Марии перед утренней мессой.

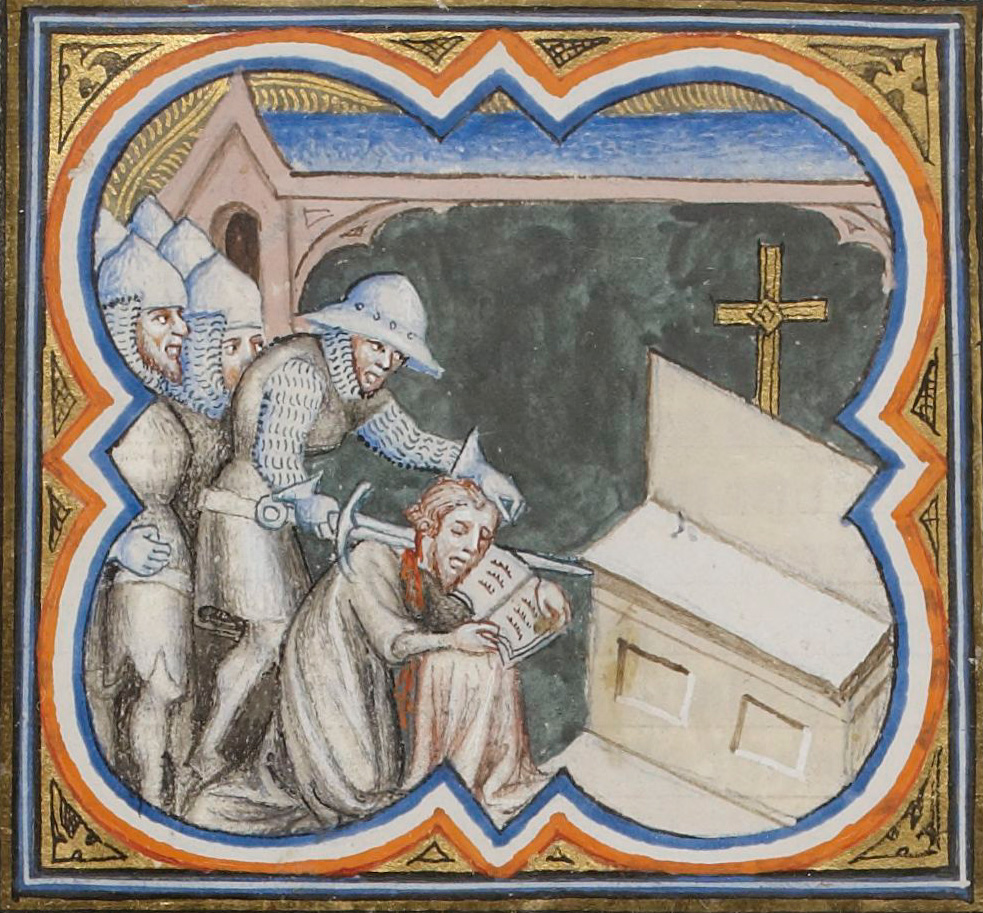
Убийство Карла I Фландрского

Существует две версии относительно убийства графа Фландрского. По одной из них, он был убит одним из своих министериалов, наказанным за нарушение Божьего мира. Согласно другой, убийц Карла Доброго наняли поставщики зерна, недовольные требованием графа продавать зерно в тот голодный год дешевле и придерживать его ради повышения цен. Обстоятельства трагической гибели Карла подробно описаны фламандским хронистом Гальбертом из Брюгге в латинском сочинении «О вероломном нападении, предательстве и убийстве преславного Карла, графа Фландрского» (лат. De multro, traditione, et occisione gloriosi Karoli comitis Flandriarum).
Карл не оставил потомства через свой брак с Маргаритой де Клермон, и титул графа Фландрии перешел к его троюродному брату, Вильгельму Клитону, который был им в течение недолгого времени. После него Фландрией завладел Тьери Эльзасский.

## Прославление
Карл был похоронен в ризнице Сент-Донат, а позднее 26 ноября 1606 года останки были переданы Филиппу Рудену, епископу Брюгге, где и теперь находятся в верхней части храма. С тех пор каждый год по нему служат мессы. Карл был очень популярен, а вскоре стал рассматриваться как святой мученик. Он был причислен к лику блаженных в 1883 году папой Львом XIII. Убийцы Карла были арестованы и замучены до смерти дворянами и простыми людьми Брюгге и Гента.